# Desert Rebel
 (avril 2021).

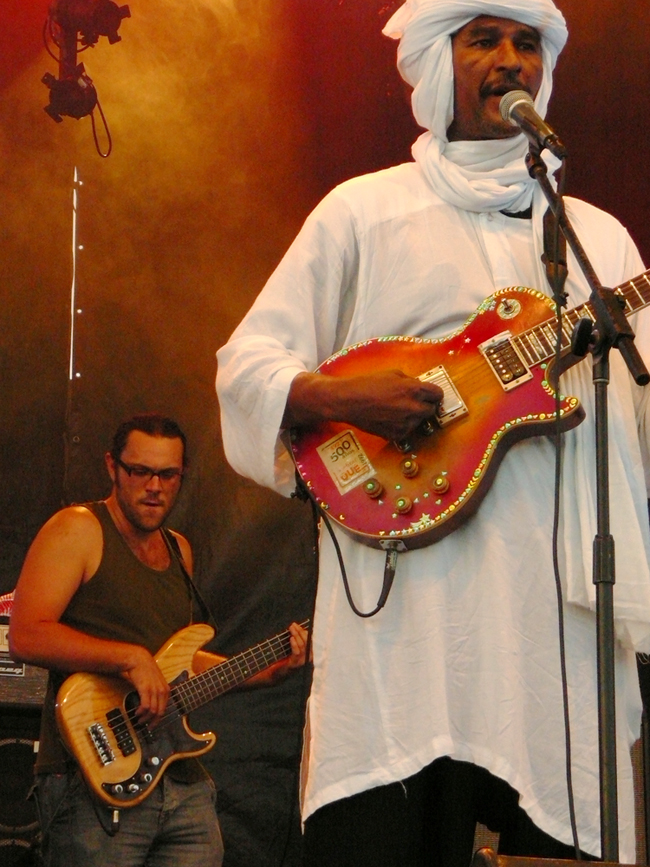
Desert Rebel, été 2006

Desert Rebel est un collectif musical créé en 2005 autour du guitariste touareg Abdallah ag Oumbadougou.

## Genèse
Farid Merabet (impresario des Bérurier noir) et le réalisateur François Bergeron sont à l'origine du projet. Ils partent dans le Sahara à la rencontre d'Abdallah ag Oumbadougou, accompagnés entre autres de Guizmo et Manu Eveno (Tryo), Daniel Jamet (Mano Negra), Amazigh Kateb (Gnawa Diffusion), auxquels se joindront encore d'autres artistes tels que Imhotep (IAM) ou Sally Nyolo.

## Projets et visées du groupe
Un album estampillé Culture équitable est né de cette rencontre. Enregistré dans un studio mobile au milieu des dunes, la réalisation a été finalisée une fois de retour en Europe, dans le studio de Guizmo en Bretagne.
François Bergeron a également emmené ses caméras, et le film Ishumars, les rockers oubliés du désert fut projeté fin 2006.
Le collectif Desert Rebel veut lancer la réflexion sur la culture équitable au travers de rencontres culturelles. Les recettes issues des projets artistiques servent en partie à mener des actions sur le terrain, en faveur du développement de l'accès à la culture.